# Paulina Quaye
Pauline Quaye (Nijmegen, 22 juli 1997) is een voetbalster.  In juli 2015 werd zij als derde keepster toegevoegd aan het vrouwenelftal van Ajax 1. Zij kwam van CTO Amsterdam. Ook speelt zij met Nederland O19 internationale wedstrijden, en eerder in 2013 in Nederland O17 en in 2016 met Oranje O19 in de halve finale van het EK. In 2017 vertrok ze bij Ajax om bij vv Alkmaar meer wedstrijdminuten te kunnen maken dan bij Ajax.